# Трюффер, Адриан
Адриа́н Лилья́н Мори́с Трюффе́р (фр. Adrien Lilian Maurice Truffert; родился 20 ноября 2001, Льеж) — французский футболист, защитник английского клуба «Борнмут» и сборной Франции.

## Клубная карьера
Уроженец Льежа, Бельгия, Адриан выступал за молодёжные команды клубов «Жуи Сен-Прест» и «Шартр». В августе 2015 года присоединился к футбольной академии «Ренна». В мае 2020 года подписал свой первый профессиональный контракт с клубом. 19 сентября 2020 года дебютировал в основном составе «Ренна» в матче французской Лиги 1 против «Монако».

## Карьера в сборной
Выступал за сборные Франции до 18, до 19 лет и до 21 года.
15 сентября 2022 года главный тренер сборной Франции Дидье Дешам впервые вызвал Трюффера для участия в матчах Лиги наций УЕФА 2022/23 против сборных Австрии и Дании. 25 сентября дебютировал в матче против Дании, выйдя на замену Ферлану Менди.
В составе олимпийской сборной Франции стал серебряным призером Игр в Париже.

## Статистика

### Международная
| Сборная          | Сезон            | Товарищеские | Товарищеские | Официальные | Официальные | Итого | Итого |
| Сборная          | Сезон            | Игры         | Голы         | Игры        | Голы        | Игры  | Голы  |
| ---------------- | ---------------- | ------------ | ------------ | ----------- | ----------- | ----- | ----- |
| Франция          |                  |              |              |             |             |       |       |
| 2022             | 0                | 0            | 1            | 0           | 1           | 0     |       |
| Всего за карьеру | Всего за карьеру | 0            | 0            | 1           | 0           | 1     | 0     |

### Матчи за сборную
| № | Дата             | Оппонент | Счёт | Голы | Карточки | Минуты | Соревнование            |
| - | ---------------- | -------- | ---- | ---- | -------- | ------ | ----------------------- |
| 1 | 25 сентября 2022 | Дания    | 0:2  | —    | —        | 25'    | Лига наций УЕФА 2022/23 |

Итого: 1 матч / 0 голов; 0 побед, 0 ничьих, 1 поражение.